# Таран Тетяна Архипівна
Тетяна Архипівна Таран (4 грудня 1946, Александровськ-Сахалінський, СРСР — 17 травня 2007, Київ, Україна) — українська математикиня, дослідниця в галузі штучного інтелекту.

## Життєпис
Тетяна Архипівна народилася 4 грудня 1946 року в Александровськ-Сахалінський (Сахалінська область, СРСР) в родині військовослужбовця. Незабаром разом із родиною переїхала до Севастополя. 
В 1964 році Тетяна Таран закінчила школу з золотою медаллю і вступила до Севастопольського Приладобудівного Інституту за спеціальністю «Математичні лічильно-обчислювальні прилади та пристрої». 
В 1969 році вона отримала диплом з відзнакою і кваліфікацію інженерки-математикині.
Отримавши вищу освіту Тетяна Таран переїхала до Києва, де працювала в Інституті надтвердих матеріалів та Інституті автоматики. 
З 1971 по 1973 роки Тетяна Таран навчалась в аспірантурі Київського політехнічного інституту. Після завершення навчання її професійна кар'єра була пов'язана з кафедрою прикладної математики цього інституту. 
Протягом за багато років вона пройшла важливий професійний шлях, почавши з посади асистента дійшовши до професора. Важливим внеском Тетяни Таран в освіту стали два видання її підручника "Основи дискретної математики", які використовували студенти протягом багатьох років.
Важливим етапом в кар'єрі Тетяни Архипівни стала участь у Національній конференції зі штучного інтелекту -94 (НКШІ) у Рибинську, де вона стала членом Російської асоціації штучного інтелекту. З того часу вона стала провідною фігурою в цій галузі. У 1998 році її докторська дисертація була схвалена Д. О. Поспєловим і успішно захищена в 1996 році.
Незважаючи на серйозне захворювання, Тетяна Таран разом із Д.О.Зубовим завершила написання першого підручника зі штучного інтелекту російською мовою, який отримав назву "Штучний інтелект: теорія і додатки". 
Це видання було опубліковано в 2006 році в місті Луганськ і стало важливим додатком до літератури зі штучного інтелекту в російськомовному просторі.

## Наукова діяльність
Тетяна Архипівна Таран — доктор технічних наук, професор НТУУ «КПІ», член Асоціації творців і користувачів інтелектуальних систем (Україна), Російської Асоціації штучного інтелекту, Європейського Координаційного Комітету зі штучного інтелекту, Товариства конфліктологів України, член редколегії журналів «Новини штучного інтелекту» і «Рефлексивні процеси і управління» (Москва, Росія). Тетяна Архипівна є авторкою 130 публікацій, серед яких 4 книги, 12 навчальних посібників, 114 статей трьома мовами: українською, російською та англійською, в тому числі 11 публікацій в виданнях США і Західної Європи.
Наукові інтереси Тетяни Таран:
- формалізація міркувань,
- логіка аргументації,
- представлення знань,
- аналіз формальних понять,
- поліагентні системи,
- когнітивний аналіз ситуацій,
- математична психологія,
- рефлексивне управління,
- прийняття рішень в конфліктних ситуаціях,
- навчальні системи,
- нові моделі рефлексивного агента.

Останні дослідження вона присвятила застосуванню методів інтелектуального аналізу громадських процесів. Деякі роботи вона написала разом із психологами, соціологами і конфліктологами.

## Конференція «Інтелектуальний аналіз інформації»
Тетяна Архипівна організувала, після чого стала незмінною організаторкою і керівницею щорічної міжнародної наукової конференції (до 2005 року — українсько-російський науковий семінар) «Інтелектуальний аналіз інформації», яка проходить базуючись в НТУУ «КПІ» з 2001 року. Зараз конференції присвоєно її ім'я.

## Обрані публікації
- Таран Т. А. Основи дискретної математики. К.: Просвіта. 2003. — 288 с.
- Штучний інтелект. Теорія і додатки [Текст] : [Підр.] / Т. А. Таран, Д. О. Зубов ; Східноукраїнський. нац. ун-т ім. В. Даля. — Луганськ: [б. і.], 2006. — 239 с. — ISBN 966-590-591-0 : 23.00 грн. УДК 004.8(075.8)